# Pieter van der Does (ondernemer)
Pieter Willem van der Does (Amstelveen, 1 mei 1969) is een Nederlandse internetondernemer, medeoprichter en duobestuursvoorzitter van Adyen. In juli 2023 werd zijn nettowaarde geschat op 2,0 miljard dollar en bezat hij 3% van het bedrijf.

## Biografie
Van der Does werd in 1969 geboren in Amstelveen. Hij komt uit een adellijke familie. Hij behaalde in 1995 zijn master economie aan de Universiteit van Amsterdam.

### Carrière
Van der Does startte zijn carrière bij ING Nederland. Na een jaar vertrok hij naar Elsevier waar hij werkte in New York, Oxford en Amsterdam. Vanaf mei 1999 was hij commercieel directeur bij Bibit totdat het in 2004 werd verkocht aan Royal Bank of Scotland (RBS). Hij was bestuurslid bij RBS tot juli 2006.
In december 2006 was Van der Does samen met Arnout Schuijff medeoprichter van Adyen, een platform voor webwinkels om elektronische betalingen te verwerken. Klanten waren onder meer Spotify, Facebook, Netflix en Booking.com. In juni 2018, na de beursgang van Adyen, steeg het bedrijf naar een waardering van 13,4 miljard euro (15,8 miljard dollar).
In 2020 werd van der Does voor het eerst vermeld in het Forbes miljardairsoverzicht. Sinds mei 2023 voert Van der Does samen met Ingo Uytdehaage (1973) het duobestuursvoorzitterschap van Adyen.

## Privéleven
Van der Does is getrouwd, heeft twee kinderen en woont in Amsterdam. In zijn vrije tijd is hij een fanatiek bergbeklimmer.